# Коритник (Вишеград)
Коритник је насељено мјесто у општини Вишеград, Република Српска, БиХ. Према попису становништва из 1991. у насељу је живјело 164 становника.

## Становништво
Према попису становништва из 1991. године, мјесто је имало 164 становника.
| Демографија- | Демографија- | Демографија- |
| Година       | Становника   | Становника   |
| ------------ | ------------ | ------------ |
| 1948.        | 2.355        |              |
| 1953.        | 0            |              |
| 1961.        | 261          |              |
| 1971.        | 247          |              |
| 1981.        | 226          |              |
| 1991.        | 163          |              |